# 1306
Il 1306 (MCCCVI in numeri romani) è un anno  del XIV secolo.

## Eventi
- Pistoia si arrende nella guerra dei 5 anni e lascia entrare Morello Malaspina
- 25 marzo - Robert Bruce diventa re di Scozia
- Maggio - Hugh Despenser il giovane, favorito di Edoardo II, sposò Eleonora di Clare
- 19 giugno, Battaglia di Methven: le forze dell'Earl di Pembroke sconfissero truppe di ribelli scozzesi
- Filippo IV di Francia esiliò tutti gli Ebrei dal suolo francese e confiscò tutti i loro averi
- Dante Alighieri è ospite probabile dei Signori De La Musca, al tempo Domini di Fosdinovo, nel corso dell'intensa attività diplomatica profusa per le occorrenze della Pace di Castelnuovo, siglata dall'illustre Poeta il 6 ottobre in nome dei Marchesi Malaspina con il Vescovo-Conte di Luni, Antonio Nuvolone da Camilla.

## Nati
- 27 marzo - Filippo III di Navarra, re († 1343)
- 30 aprile - Andrea Dandolo, politico e diplomatico italiano († 1354)
- 8 agosto - Rodolfo II del Palatinato, conte tedesco († 1353)
- Alberto II della Scala, condottiero italiano († 1352)
- Richard FitzAlan, X conte di Arundel, nobile e militare inglese († 1376)
- Giovanni I d'Armagnac, nobile francese († 1373)
- Manfredi di Trinacria, duca († 1317)
- Süleyman Pasha, principe ottomano († 1357)
- Bernard de la Tour d'Auvergne, cardinale francese († 1361)

## Morti
- 10 febbraio - John Comyn, III Signore di Badenoch, nobile, politico e generale scozzese
- 21 marzo - Roberto II di Borgogna, duca (n. 1248)
- 25 marzo - Ottone III di Ravensberg, nobile tedesco (n. 1246)
- 6 aprile - Guillaume de Flavacourt, arcivescovo cattolico francese
- 5 maggio - Costantino Paleologo, principe e generale bizantino (n. 1261)
- 24 maggio - Filippo da Piacenza, religioso italiano
- 30 maggio - Isabella di Beauchamp, nobile inglese
- 23 luglio - Giovanna da Orvieto, religiosa italiana
- 4 agosto - Venceslao III di Boemia, re (n. 1289)
- 22 settembre - Giovanni di Parigi, filosofo e teologo francese
- 3 ottobre - Margherita di Navarra, principessa (n. 1240)
- 18 ottobre - Pandolfo Savelli, politico italiano
- 7 dicembre - Teodorico Ranieri, cardinale italiano
- 12 dicembre - Corrado da Offida, francescano italiano (n. 1237)
- 25 dicembre - Jacopone da Todi, religioso e poeta italiano
- 25 dicembre - Verde di Salizzole, nobile
- Roger Bigod, V conte di Norfolk, nobile britannico
- Nigel Bruce, nobile scozzese (n. 1279)
- Oberto Doria, politico e ammiraglio italiano (n. 1229)
- Torgils Knutsson, militare svedese
- Brandelisio Riccadonna, giurista italiano
- Christopher Seton, nobile e cavaliere medievale scozzese (n. 1278)
- Gherardo III da Camino, militare italiano
- Costanza della Scala, nobildonna italiana

## Calendario
| Calendario 1306 | Calendario 1306 | Calendario 1306 | Calendario 1306 | Calendario 1306 | Calendario 1306 | Calendario 1306 | Calendario 1306 | Calendario 1306 | Calendario 1306 | Calendario 1306 | Calendario 1306 | Calendario 1306 | Calendario 1306 | Calendario 1306 | Calendario 1306 | Calendario 1306 | Calendario 1306 | Calendario 1306 | Calendario 1306 | Calendario 1306 | Calendario 1306 | Calendario 1306 | Calendario 1306 | Calendario 1306 | Calendario 1306 | Calendario 1306 | Calendario 1306 | Calendario 1306 | Calendario 1306 | Calendario 1306 | Calendario 1306 | Calendario 1306 |
| --------------- | --------------- | --------------- | --------------- | --------------- | --------------- | --------------- | --------------- | --------------- | --------------- | --------------- | --------------- | --------------- | --------------- | --------------- | --------------- | --------------- | --------------- | --------------- | --------------- | --------------- | --------------- | --------------- | --------------- | --------------- | --------------- | --------------- | --------------- | --------------- | --------------- | --------------- | --------------- | --------------- |
|                 | 1               | 2               | 3               | 4               | 5               | 6               | 7               | 8               | 9               | 10              | 11              | 12              | 13              | 14              | 15              | 16              | 17              | 18              | 19              | 20              | 21              | 22              | 23              | 24              | 25              | 26              | 27              | 28              | 29              | 30              | 31              |                 |
| Gennaio         | Sa              | Do              | Lu              | Ma              | Me              | Gi              | Ve              | Sa              | Do              | Lu              | Ma              | Me              | Gi              | Ve              | Sa              | Do              | Lu              | Ma              | Me              | Gi              | Ve              | Sa              | Do              | Lu              | Ma              | Me              | Gi              | Ve              | Sa              | Do              | Lu              |                 |
| Febbraio        | Ma              | Me              | Gi              | Ve              | Sa              | Do              | Lu              | Ma              | Me              | Gi              | Ve              | Sa              | Do              | Lu              | Ma              | Me              | Gi              | Ve              | Sa              | Do              | Lu              | Ma              | Me              | Gi              | Ve              | Sa              | Do              | Lu              |                 |                 |                 |                 |
| Marzo           | Ma              | Me              | Gi              | Ve              | Sa              | Do              | Lu              | Ma              | Me              | Gi              | Ve              | Sa              | Do              | Lu              | Ma              | Me              | Gi              | Ve              | Sa              | Do              | Lu              | Ma              | Me              | Gi              | Ve              | Sa              | Do              | Lu              | Ma              | Me              | Gi              |                 |
| Aprile          | Ve              | Sa              | Do              | Lu              | Ma              | Me              | Gi              | Ve              | Sa              | Do              | Lu              | Ma              | Me              | Gi              | Ve              | Sa              | Do              | Lu              | Ma              | Me              | Gi              | Ve              | Sa              | Do              | Lu              | Ma              | Me              | Gi              | Ve              | Sa              |                 |                 |
| Maggio          | Do              | Lu              | Ma              | Me              | Gi              | Ve              | Sa              | Do              | Lu              | Ma              | Me              | Gi              | Ve              | Sa              | Do              | Lu              | Ma              | Me              | Gi              | Ve              | Sa              | Do              | Lu              | Ma              | Me              | Gi              | Ve              | Sa              | Do              | Lu              | Ma              |                 |
| Giugno          | Me              | Gi              | Ve              | Sa              | Do              | Lu              | Ma              | Me              | Gi              | Ve              | Sa              | Do              | Lu              | Ma              | Me              | Gi              | Ve              | Sa              | Do              | Lu              | Ma              | Me              | Gi              | Ve              | Sa              | Do              | Lu              | Ma              | Me              | Gi              |                 |                 |
| Luglio          | Ve              | Sa              | Do              | Lu              | Ma              | Me              | Gi              | Ve              | Sa              | Do              | Lu              | Ma              | Me              | Gi              | Ve              | Sa              | Do              | Lu              | Ma              | Me              | Gi              | Ve              | Sa              | Do              | Lu              | Ma              | Me              | Gi              | Ve              | Sa              | Do              |                 |
| Agosto          | Lu              | Ma              | Me              | Gi              | Ve              | Sa              | Do              | Lu              | Ma              | Me              | Gi              | Ve              | Sa              | Do              | Lu              | Ma              | Me              | Gi              | Ve              | Sa              | Do              | Lu              | Ma              | Me              | Gi              | Ve              | Sa              | Do              | Lu              | Ma              | Me              |                 |
| Settembre       | Gi              | Ve              | Sa              | Do              | Lu              | Ma              | Me              | Gi              | Ve              | Sa              | Do              | Lu              | Ma              | Me              | Gi              | Ve              | Sa              | Do              | Lu              | Ma              | Me              | Gi              | Ve              | Sa              | Do              | Lu              | Ma              | Me              | Gi              | Ve              |                 |                 |
| Ottobre         | Sa              | Do              | Lu              | Ma              | Me              | Gi              | Ve              | Sa              | Do              | Lu              | Ma              | Me              | Gi              | Ve              | Sa              | Do              | Lu              | Ma              | Me              | Gi              | Ve              | Sa              | Do              | Lu              | Ma              | Me              | Gi              | Ve              | Sa              | Do              | Lu              |                 |
| Novembre        | Ma              | Me              | Gi              | Ve              | Sa              | Do              | Lu              | Ma              | Me              | Gi              | Ve              | Sa              | Do              | Lu              | Ma              | Me              | Gi              | Ve              | Sa              | Do              | Lu              | Ma              | Me              | Gi              | Ve              | Sa              | Do              | Lu              | Ma              | Me              |                 |                 |
| Dicembre        | Gi              | Ve              | Sa              | Do              | Lu              | Ma              | Me              | Gi              | Ve              | Sa              | Do              | Lu              | Ma              | Me              | Gi              | Ve              | Sa              | Do              | Lu              | Ma              | Me              | Gi              | Ve              | Sa              | Do              | Lu              | Ma              | Me              | Gi              | Ve              | Sa              |                 |